# García I av León
García I av León (cirka 871–19 januari 914) var kung av León från 910 till sin död. García I var äldst av tre söner till Alfons III av Asturien och hans hustru Jimena.
García regerade tillsammans med sin far fram till 909. Det året avslöjades en konspiration, där García var inblandad. Alfonso avsade sig tronen och delade riket mellan sina tre söner.  León gick till García, Galicien till Ordoño II av León, och Asturien till Fruela II av León.
Under Garcías regeringstid befästes Duero och Roa, Osma, Clunia och San Esteban de Gormaz (kommun). Under denna period fick greven av Kastilien, Gonzalo Fernández ökat inflytande. Vid sin död i Zamora hade han inga arvingar och hans kungarike gick över till Ordoño.